# Lufthansa City Airlines
Lufthansa City Airlines (conosciuta anche come Lufthansa City) è una compagnia aerea regionale tedesca, di proprietà del gruppo Lufthansa. È stata fondata con lo scopo di aumentare le connessioni dai voli intercontinentali di Lufthansa verso destinazioni regionali in Germania e nel resto d'Europa.

## Storia
Lufthansa City Airlines è stata annunciata nel 2022 e presentata ufficialmente dall'AD di Lufthansa, Carsten Spohr, nel marzo 2023. Ha ricevuto il proprio COA nel giugno successivo. Nelle intenzioni della dirigenza, la compagnia si focalizzerà sulle rotte di breve e medio raggio che Lufthansa CityLine, la sussidiaria regionale del gruppo, non riesce ad operare in modo ottimale. Per questo scopo, Lufthansa ha iniziato a trasferire a City Airlines alcuni dei suoi Airbus A319 e A320neo. Nell'ambito di questa strategia, la dirigenza ha anche annunciato l'intenzione di presentare un grande ordine per aerei di nuova generazione, tra i quali stava esaminando l'Airbus A220 e l'Embraer E2.
La nascita della compagnia ha generato tuttavia controversie con il sindacato dei piloti, Vereinigung Cockpit. Alcuni rappresentanti hanno infatti affermato che lo scopo della nuova compagnia sarebbe la sostituzione graduale di Lufthansa CityLine con una nuova società, a cui non si applicherebbero i vincoli nei contratti di lavoro precedenti.
Lufthansa City ha definito i piani per la propria flotta nel dicembre 2023, iniziando a ricevere alcuni Airbus A319 da Lufthansa CityLine e ordinando 40 Airbus A220. Ha effettuato il primo volo il 26 giugno 2024, da Monaco di Baviera a Birmingham.

## Destinazioni
Al 2025, Lufthansa City raggiunge numerosi aeroporti in Germania e in altri Paesi europei, tra cui Finlandia, Francia, Irlanda, Italia, Regno Unito, Romania e Spagna. Opera prevalentemente dall'hub di Monaco di Baviera, con alcune rotazioni servite anche da Francoforte sul Meno.

## Flotta

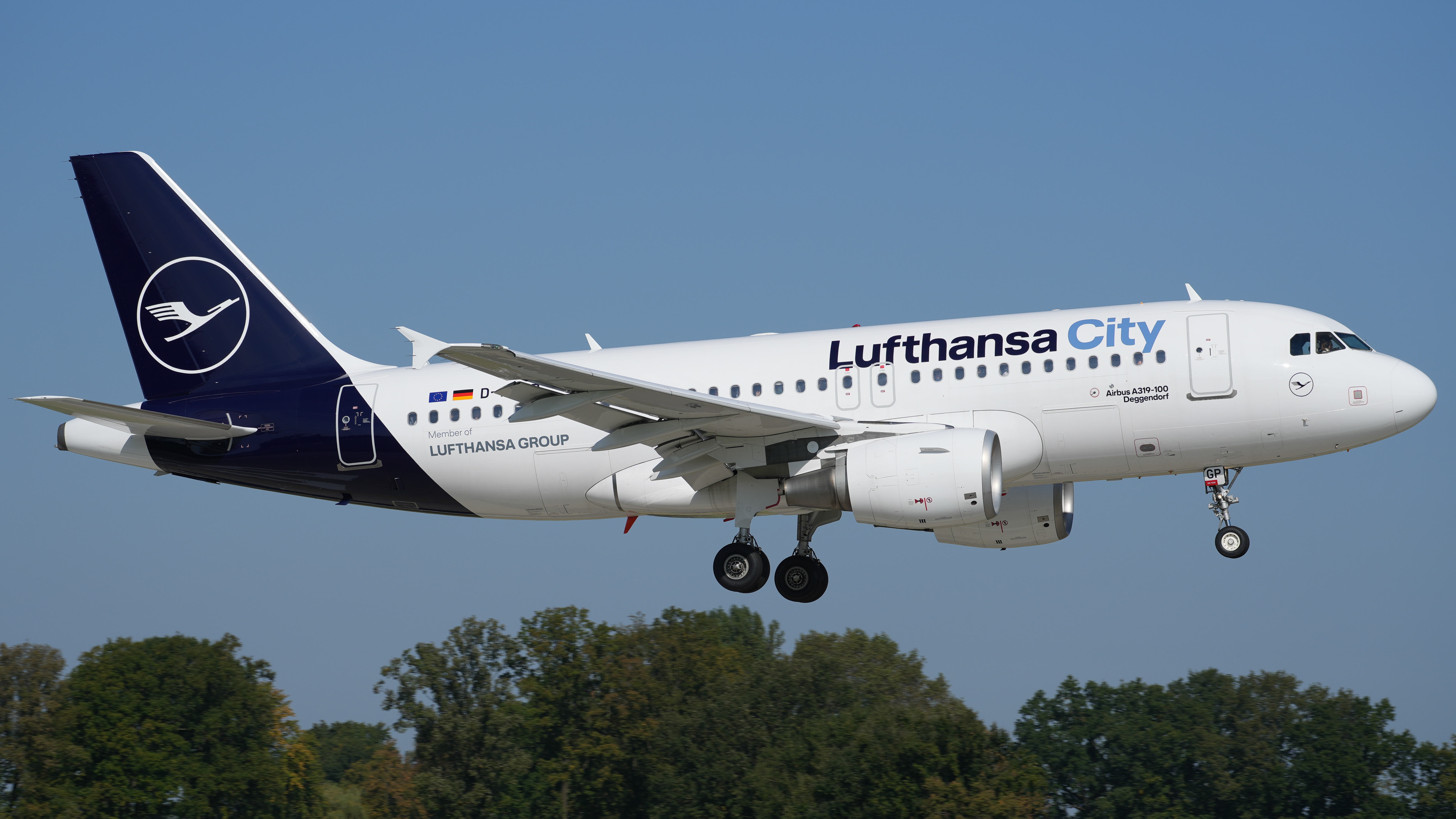
Un Airbus A319-100.

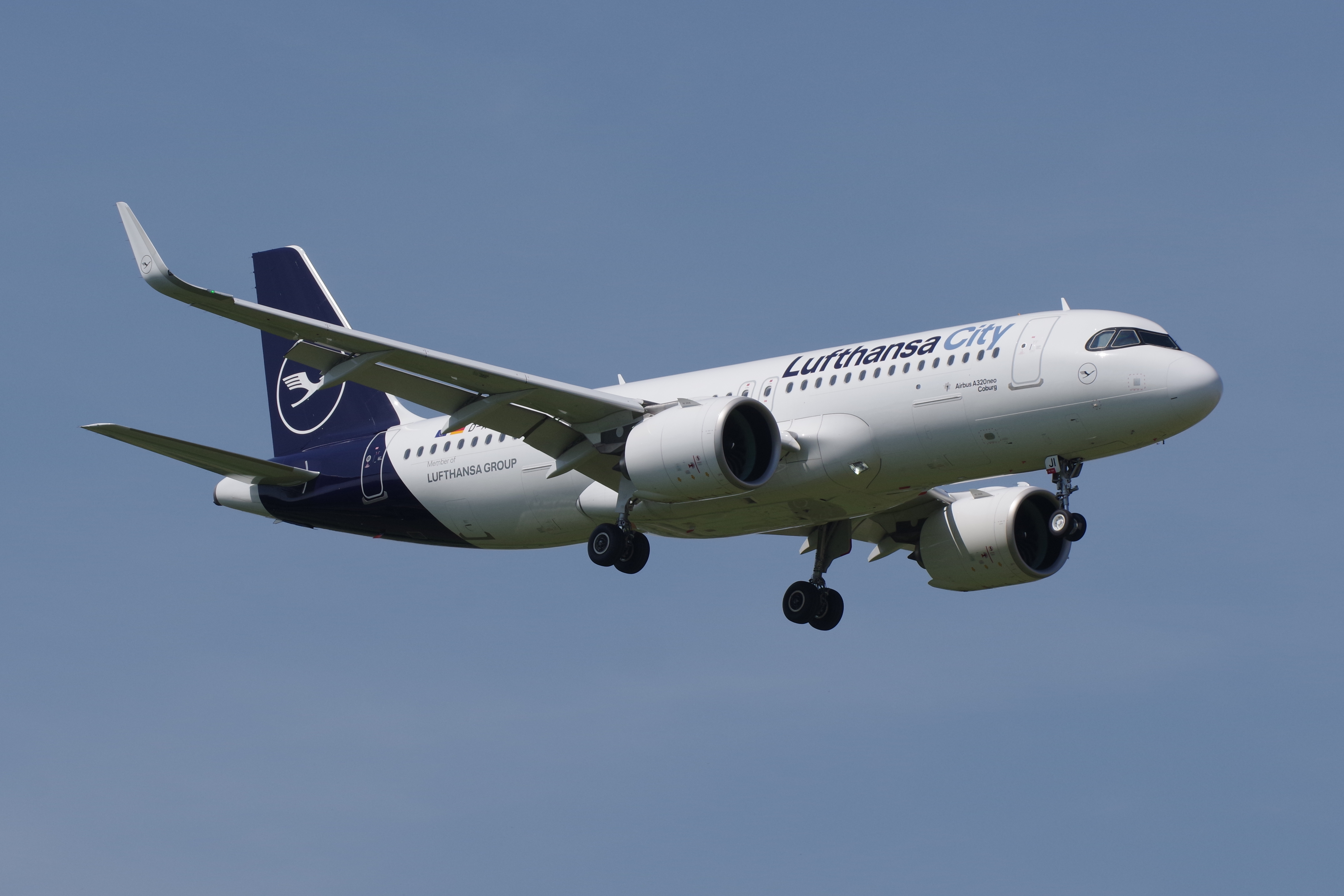
Un Airbus A320neo.

Ad aprile 2025, la flotta di Lufthansa City risulta così composta: